# ヴィータウタス
ヴィータウタス（リトアニア語：Vytautas、1352年 - 1430年10月27日）は、リトアニア大公国の大公（在位：1401年 - 1430年）。ケーストゥティスの子にあたる。

## 概要
父が従兄弟のヨガイラ（後のポーランド王ヴワディスワフ2世）と大公の地位をめぐって敗れて殺されると、プロイセンに亡命する。その後、1384年にヨガイラと和睦して帰国した。ジョチ・ウルスの内戦に際しては、トクタミシュを支持し、彼のグループと同盟関係を結んだ。
1385年にヨガイラがポーランド王として即位すると、実質的にリトアニアの統治を任され、バルト海や黒海方面に勢力を拡大した。1401年、ヴワディスワフ2世から正式にリトアニア大公の位を譲られて即位する。その後はポーランド・リトアニア連合としてドイツ騎士団に対抗し、1410年にはタンネンベルクの戦いで勝利を収めた。その結果、直後のホロドウォ合同において、ポーランドとリトアニア国家は一層緊密な関係を築くことになった。他方で、娘のソフィアをモスクワ大公ヴァシーリー1世に嫁がせ、その息子ヴァシーリー2世の岳父としてモスクワ大公国の政治に大きな影響力を及ぼしたことも知られる。1430年、79歳で死去。彼の死後、リトアニアはポーランド王国に組み込まれてゆくこととなった。

## 各国語での表記
名前の表記や読み方は、各国語によって異なる。

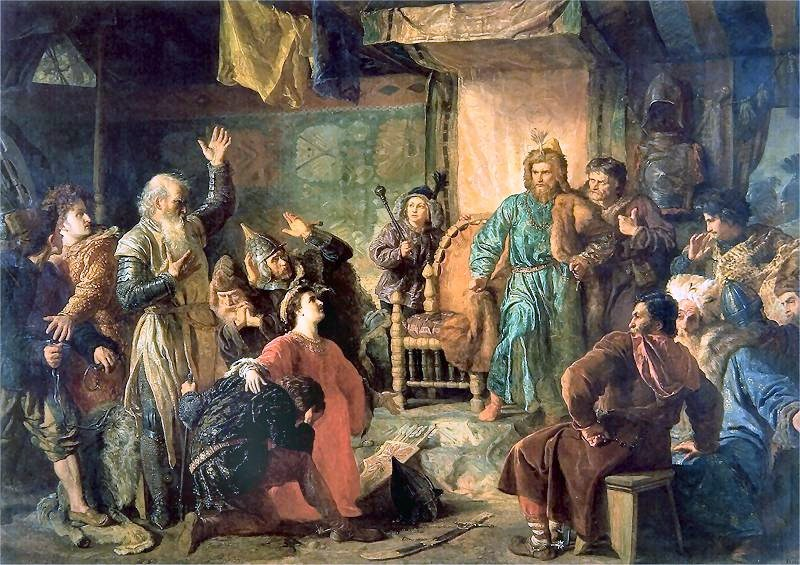
ヨガイラに捕われたヴィータウタスと父ケーストゥティス

- 日本語 - ヴィータウタス、ヴィタウタスまたはヴィトフト
- リトアニア語 - Vytautas（日本語表記ヴィータウタス[1]）
- ベラルーシ語 - Вітаўт（ヴィタウト）
- ポーランド語 - Witold（ヴィトルト[2]）
- ロシア語 - Витовт（ヴィトフトまたはヴィートフト[3]）
- ウクライナ語 - Вітовт（ヴィトウトまたはヴィートウト[4]）